# Waleed Bakshween
Waleed Rashid Bakshween (12 novembre 1989) è un calciatore saudita, centrocampista dell'Al-Wahda e della Nazionale saudita.

## Carriera

### Club
Ha sempre giocato nel campionato saudita.

### Nazionale
Ha esordito in Nazionale saudita nel 2013.